# Consejería de Economía, Ciencia y Agenda Digital de la Junta de Extremadura
La Consejería de Economía, Ciencia y Agenda Digital es una consejería que forma parte de la Junta de Extremadura. Su actual consejero y máximo responsable es Rafael España Santamaría. Esta consejería ejerce las competencias autonómicas en materia de planificación y coordinación económica y estadística, comercio e inversiones, política empresarial y de promoción y apoyo al emprendedor, modernización e innovación tecnológica, sociedad de la información, investigación, telecomunicaciones y política universitaria.

## Estructura Orgánica
- Consejero: Rafael España Santamaría
  - Secretaría General
  - Secretaría General de Economía y Comercio
    - Dirección General de Empresa

  - Secretaría General de Ciencia, Tecnología, Innovación y Universidad
    - Dirección General de Política Universitaria

  - Dirección General de Agenda Digital